# Tauride

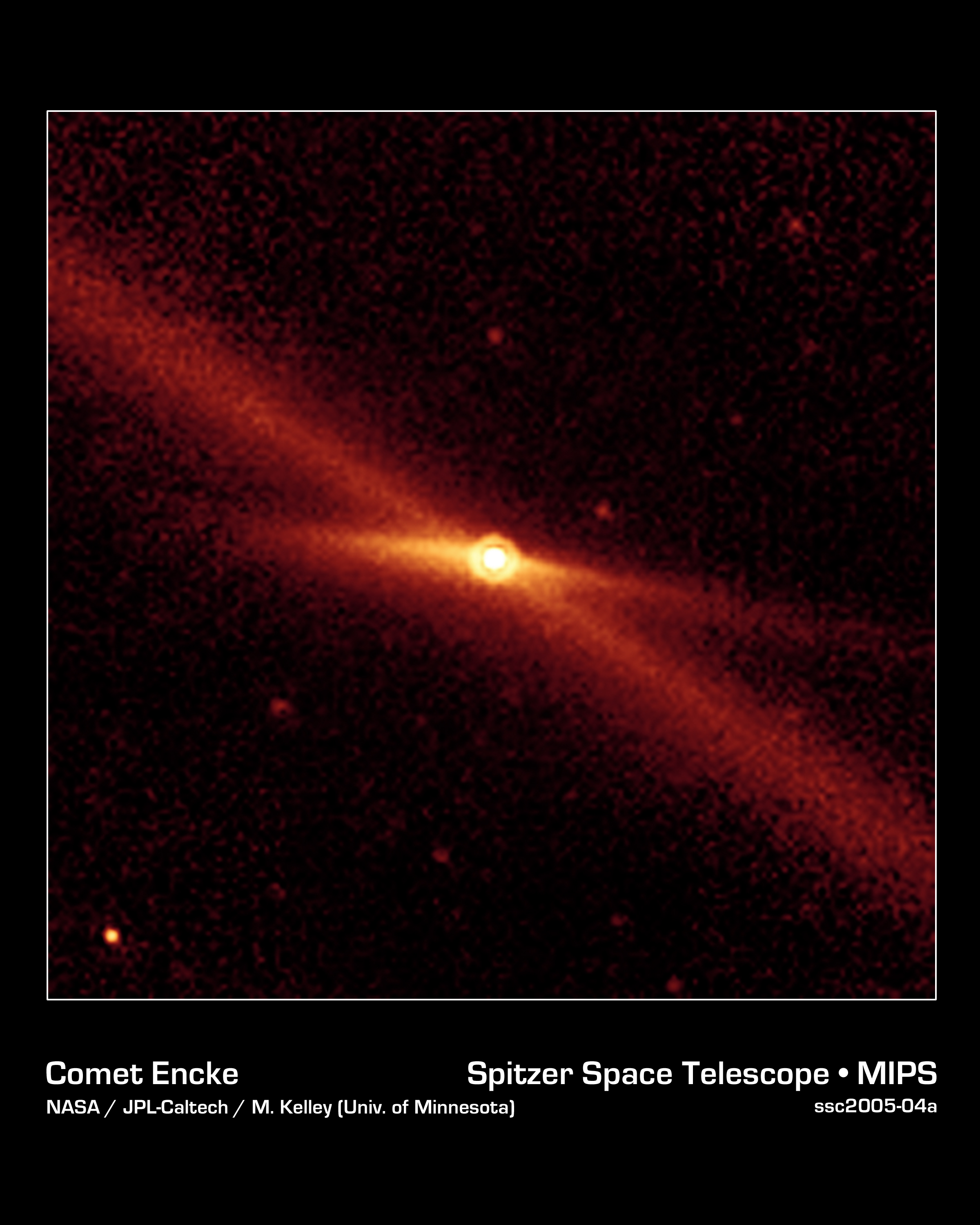
Cometa Encke și cortegiul său de Tauride; fotografie luată de Telescopul spațial Spitzer.

Tauridele  desemneză stelele căzătoare și bolizii unei ploi de meteori asociate cometei Encke. Ele au primit acest nume ca urmare a faptului că radiantul lor (adică punctul de pe cer de unde par să provină) este situat în constelația Taurul. Observate la sfârșitul lui octombrie și la începutul lui noiembrie, ele sunt denumite uneori și bulgării de foc de Halloween (în engleză Halloween fireballs).

## Origine
Se crede că Tauridele și cometa Encke sunt resturile unei comete mult mai masive, care s-a dezintegrat în cursul ultimilor 20.000 - 30.000 de ani, spărgându-se în mai multe bucăți și dispersând fragmente prin activitatea cometară, sau poate, ocazional, în urma întâlnirilor cu forțele mareice ale Pământului sau ale altor planete. Volumul total al acestui curent de materie este cel mai important din Sistemul Solar Intern. Roiul fiind întins în spațiu, Pământului îi trebuie mai multe săptămâni să-l traverseze, de unde o destul de lungă perioadă de activitate meteorică, comparată cu cele ale altor roiuri meteorice; în plus, Tauridele sunt formate din material mai masiv, mai degrabă mici pietricele decât grăuncioare de praf.

## Aparență
În general, Tauridele apar într-un ritm de circa 5 pe oră, traversând încet bolta cerească cu o viteză de 27 km/s. Meteorii mai mari decât pietricelele devin bolizi tot atât de strălucitori ca și Luna, lăsând în urma lor dâre de fum.
În urma perturbațiilor planetelor, mai cu seamă a lui Jupiter, Tauridele s-au întins cu timpul; se pot observa două secțiuni distincte,  Tauridele de Nord (NTA), active de la 20 octombrie până la 10 decembrie, și Tauridele de Sud (STA), active de la 10 septembrie până la 20 noiembrie. Beta Tauridele și Zeta Perseidele, pe care le întâlnește Pământul în iunie și în iulie, sunt alte secțiuni din același curent de materie, dar Pământul le prezintă fața diurnă, și, prin urmare, observarea lor vizuală este mult mai puțin spectaculoasă decât cea a Tauridelor nocturne din octombrie și din noiembrie. Astronomii Duncan Steel și Bill Napier sugerează totodată că  Beta Tauridele ar putea fi la originea evenimentului de la Tunguska din 1908.
Tauridele au un ciclu de activitate care culminează o dată la 2.500 - 3.000 de ani. Unii astronomi cred că datele ridicării unor structuri megalitice, cum sunt cele de la Stonehenge, sunt asociate  acestor vârfuri de activitate. Următorul vârf este așteptat spre anul 3000. 
În interiorul acestui ciclu, vârfuri de activități mai apropiate rezultă din secțiuni mai dense ale roiului meteoric.  Astfel, o activitate importantă din 2005 a fost prezisă încă din 1993, cu bulgări de foc atât de intenși încât au uluit observatorii nocturni; cu această ocazie au primit denumirea „bulgării de foc de Halloween”.

## Impactul meteoritic pe Lună
La 7 noiembrie 2005, un impact cosmic pe Lună a fost observat de o echipă a NASA (Rob Suggs și Bill Cooke) în timp ce testau un nou dispozitiv format dintr-un telescop și dintr-o cameră video destinată supravegherii Lunii pentru asemenea impacturi. După studiul hărților cerești, ei au conchis că impactul provenea probabil de la roiul meteoric al Tauridelor. Asemenea evenimente fuseseră observate în treecut, dar, fără îndoială, acestea erau primele înregistrări care au fost făcute.